# Lamiodorcadion
Lamiodorcadion – rodzaj chrząszczy z rodziny kózkowatych i podrodziny zgrzypikowych.

## Zasięg występowania
Przedstawiciele tego rodzaju występują w południowych Chinach oraz Laosie.

## Systematyka
Do Lamiodorcadion należą 3 gatunki:
- Lamiodorcadion annulipes
- Lamiodorcadion laosense
- Lamiodorcadion tuberosum